# Drachenbaum-Agave

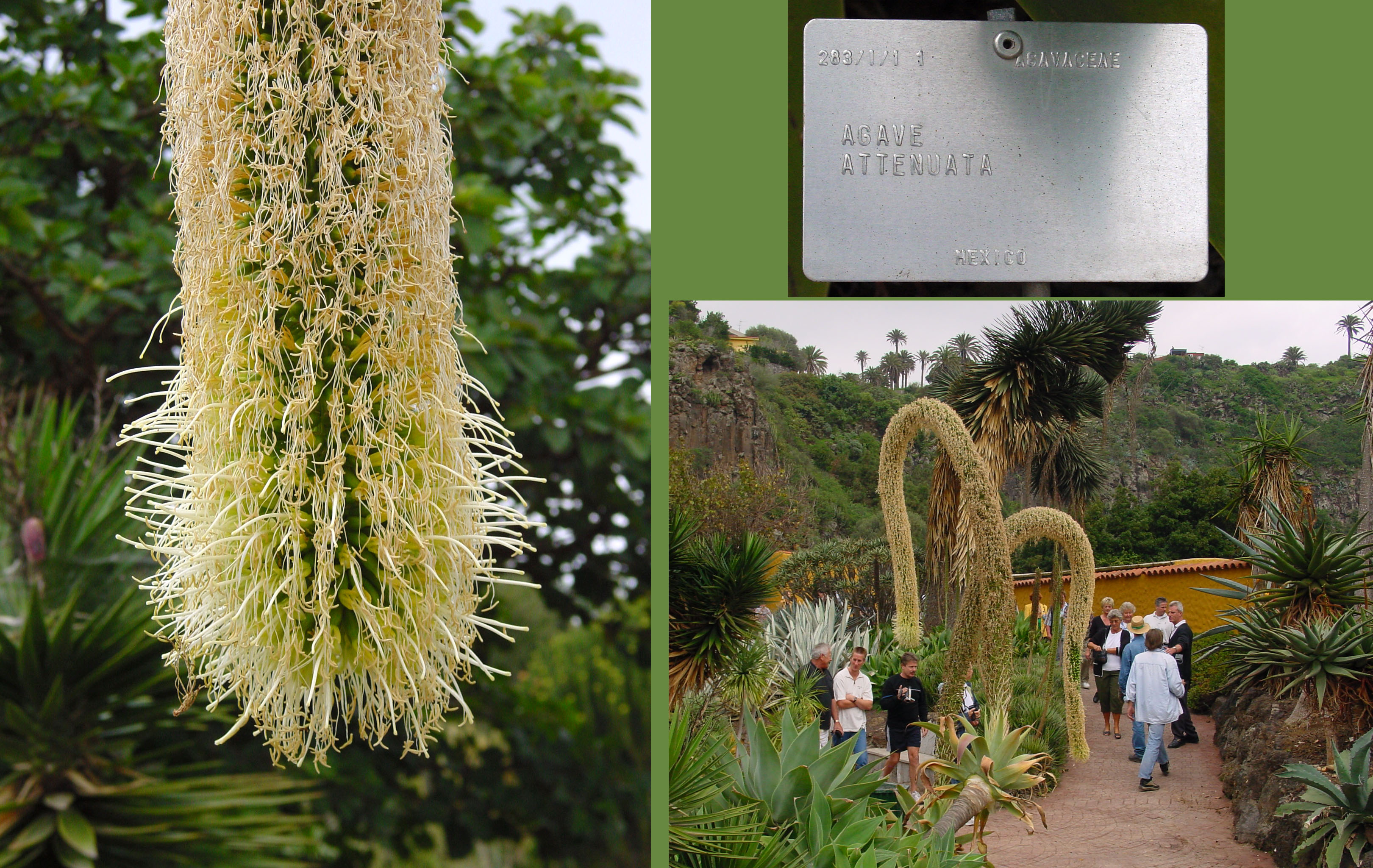
Blütenstand der Drachenbaum-Agave

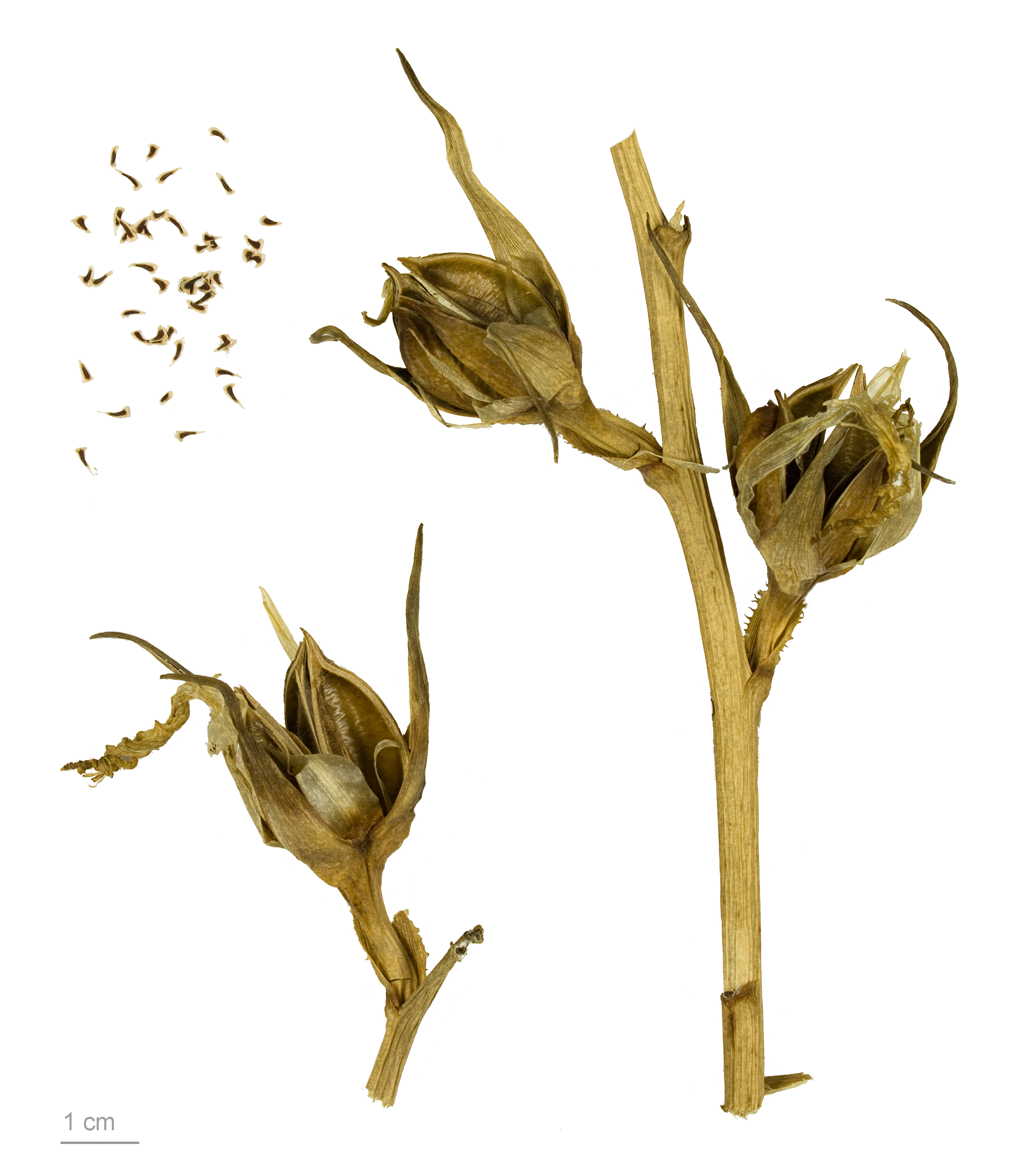
Früchte und Samen

Die Drachenbaum-Agave (Agave attenuata) ist eine Pflanzenart der Gattung Agaven (Agave). Aufgrund der Form ihres Blütenstandes trägt sie den deutschen Trivialnamen „Schwanenhals-Agave“.

## Beschreibung
Die Drachenbaum-Agave ist eine mehrjährige sukkulente Pflanze. Die Blattrosette ist zunächst grundständig, im Laufe der Zeit entwickeln sich einer oder mehrere aufrechte, dicke, bis zu 1,5 Meter hohe Stämme. Die eiförmigen und spitz zulaufenden Blätter sind etwas weicher als bei den meisten Agavenarten, hell blau-grau bis hell gelblichgrün und stachellos. Sie werden 50 bis 70 Zentimeter lang und 12 bis 16 Zentimeter breit. Der Blattrand ist glatt oder fein gesägt. Der oft gebogene Blütenstand wird bis zu 3,5 Meter hoch und trägt grünlichgelbe Blüten. 
Die Chromosomenzahl beträgt 2n = 60.

## Verbreitung und Systematik
Die Drachenbaum-Agave ist in den mexikanischen Bundesstaaten Jalisco, Michoacán und México in Höhenlagen von 1900 bis 2500 Metern auf Felsen in Kiefernwäldern beheimatet. Inzwischen kommen sie auch im Mittelmeerraum, auf den Kanaren und Madeira vor.
Die Erstbeschreibung erfolgte 1834 durch Joseph zu Salm-Reifferscheidt-Dyck.
Es werden die folgenden Unterarten unterschieden:
- Agave attenuata subsp. attenuata
- Agave attenuata subsp. dentata (J.Verschaff.) B.Ullrich[3]

Agave attenuata ist ein Vertreter der Sektion Serrulatae. Auf Grund der ihr ähnlichen Arten, wie Agave bracteosa und Agave ellemeetiana, müsste sie eigentlich zur Sektion Choritepalae gehören. Zusammen mit den eng verwandten Arten Agave gilbertii und Agave pedunculifera bildet sie innerhalb der Sektion Serrulatae eine eigenständige Gruppe breitblättriger Arten.

## Nachweise